# 제천시립도서관
제천시립도서관(堤川市立圖書館)은 대한민국 충청북도 제천시 장락동에 있는 시립 도서관이다. 관장은 김홍래이다. 본관과 의병도서관은 제천시 장락동에 있으며, 분관인 제천여성도서관은 중앙로에, 봉양도서관은 봉양읍에 있다.

## 현황
현황
- 위치 : 충청북도 제천시 내제로 318
  - 여성도서관 : 충청북도 제천시 독순로 70
  - 봉양도서관 : 충청북도 제천시 봉양읍 주포로8길 3-1
- 장서 : 208,371권 (2006년)
  - 시립도서관 중앙열람실 : 71,238권 (해외도서 330권 포함)
  - 의병도서관 아동열람실 : 23,859권
  - 의병도서관 의병자료실 : 7,027권
  - 여성도서관 : 31,236권
  - 봉양도서관 : 38,524권
  - 찾아가는 도서관 : 38,524권
- 비도서자료 : 8,187점

운영 시간
- 자료실 : 9시 ~ 22시
- 열람실 : 9시 ~ 23시
- 디지털자료실, 가족극장 : 9시 ~ 18시
- 의병자료실, 이구영자료실, 의병전시실 : 9시 ~ 18시 (화요일 ~ 금요일. 토요일과 일요일에는 직원의 안내를 받아야 함.)
- 정기 휴관 : 매주 월요일, 국경일

### 시설
본관
- 지하 1층 : 서고, 취미교양실
- 1층 : 열람실, 사서실, 관장실
- 2층 : 자료실, 연속간행물실, 강당, 의병도서관 연결통로
- 3층 : 디지털자료실, 가족극장, 서고, 의병도서관 연결통로

의병도서관
- 지하 1층 : 다목적실, 매점
- 1층 : 어린이자료실, 꿈나무방

제천의병도서관

- 2층 : 의병자료실, 이구영자료실, 의병전시실, 본관 연결통로
- 3층 : 평생학습센터, 본관 연결통로

여성도서관
- 1층 : 아름다운가게 제천점
- 2층 : 자료실
- 3층 : 열람실

봉양도서관
- 1층 : 봉양읍 보건지소

봉양읍 봉양도서관

- 2층 : 주민정보이용센터, 자료실, 관장실
- 3층 : 청소년공부방, 신문서가, 시청각실, 바둑실
- 옥상 : 탁구장

## 연혁
- 1994년 4월 21일 : 시립도서관 개관.
- 1996년 9월 19일 : 제천시립도서관 개관.
- 2003년 1월 1일 : 봉양도서관을 시립도서관 분관으로 편입.
- 2006년 7월 28일 : 제천의병도서관 개관.
- 2007년 3월 1일 : 본관·의병도서관·여성도서관 일부 시설의 심야 개방 시작.

## 논란
시립도서관을 여성 전용으로 해서는 안된다는 주장이 있었다. 시에서는 "기부한 독지가의 뜻이다"라고 밝혔지만, 남성연대에서는 여성도서관에 진입을 시도하는 등의 항의를 벌이다 제천시민들과 마찰을 빚었다. 결국 제천시는 국가인권위원회의 권고를 받아들여 청사 일부에 한해 남성의 출입을 허용하였다.

## 같이 보기
- 제천기적의도서관
- 제천학생회관